# Northridge Local Schools

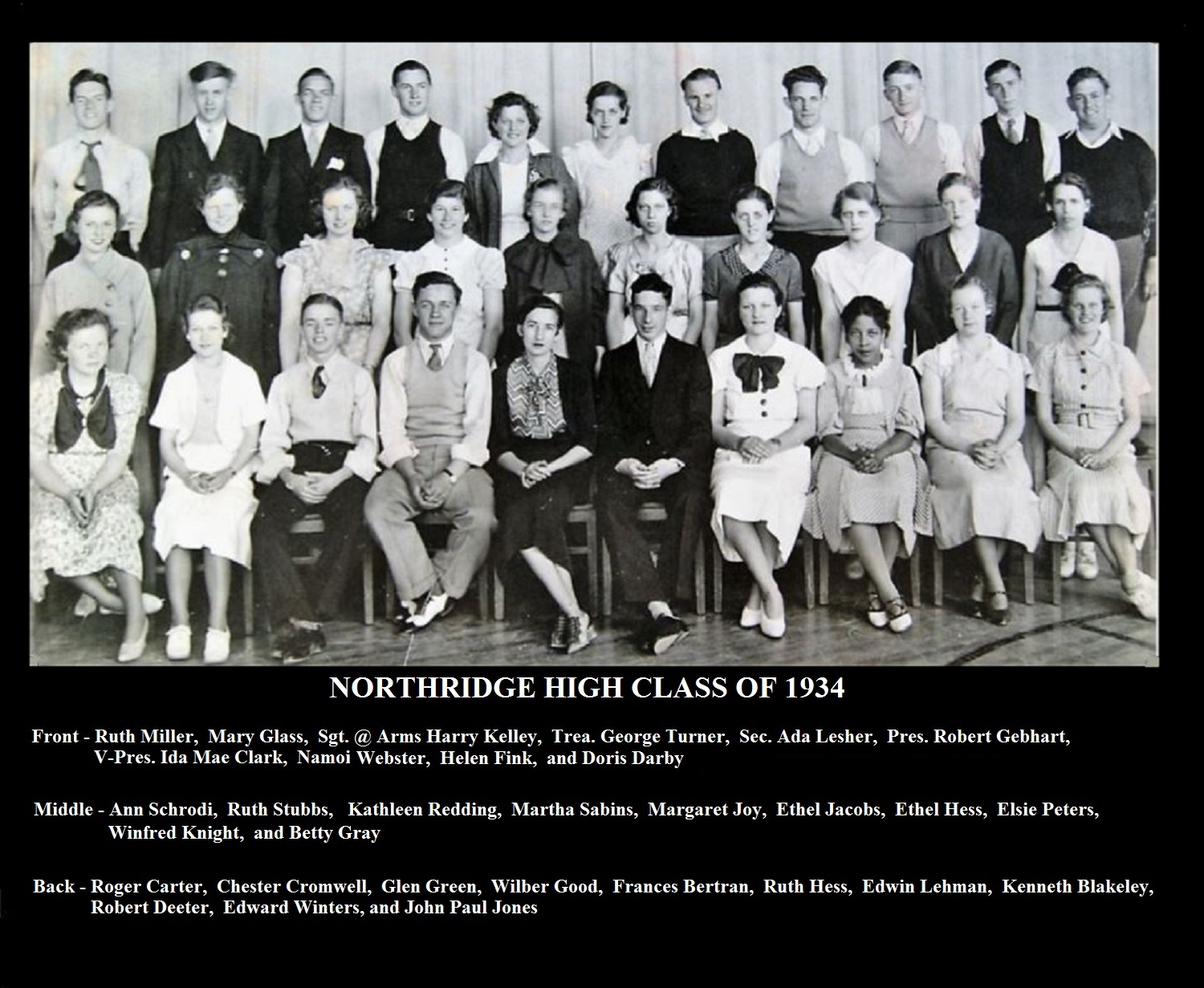
Eerste afstudeerklas van Northridge High School in 1934.

Northridge Local Schools (NLS) is een schooldistrict in Northridge, in de Amerikaanse staat Ohio. Aan de NLS wordt zogenaamd pre-K-12-onderwijs gegeven, dat wil zeggen onderwijs van pre-kindergarten en kindergarten (kleuterschool) tot grade 12 (~18 jaar).
De missie van het schooldistrict luidt: "Educating Today for Tomorrow’s Success". De mascotte is een ijsbeer.

## Geschiedenis
In 2015 ontving het schooldistrict een budget van de staat van $42 mln voor de bouw van een nieuw schoolgebouw. Dat bedrag kwam bovenop $13 mln dat plaatselijk gereserveerd was. De constructie van het nieuwe gebouw was voltooid in 2019.
In mei 2019 werd Ohio getroffen door een reeks van tornado's. NLS liep stormschade op ter waarde van $5,6 mln.
In 2021 werd op het terrein van de pre-kindergarten-campus een metalen constructie met een oppervlakte van 360m2 gebouwd die een ijsberg moet voorstellen. Het kunstwerk won een Design Award  van de Metal Construction Association.

## Scholen
Dit is een lijst van scholen die onder het schooldistrict vallen.
- Northridge 3E Academy
- Northridge Preschool
- Northridge Elementary School
- Northridge Middle School
- Northridge High School

## Bekende oud-studenten

### Northridge High School
- Joseph G. LaPointe Jr. (1948-1969) - hospik en ontvanger van de Medal of Honor
- Frank J. Myers (1957) - countryzanger en -producer en ontvanger van een Grammy
- Robert Pollard (1957) - zanger en frontman van de indierockband Guided by Voices